# لانس غراندي
لانس غراندي (بالإنجليزية: Lance Grande)‏ هو أحيائي أمريكي، ولد في 16 فبراير 1951.